# Salix daliensis
Salix daliensis ist ein Strauch aus der Gattung der Weiden (Salix) mit meist 5 bis 6 Zentimeter langen Blattspreiten. Das natürliche Verbreitungsgebiet der Art liegt in China.

## Beschreibung
Salix daliensis wächst strauchförmig. Die Zweige sind anfangs fein behaart und verkahlen später. Die Knospen sind bräunlich rot und eiförmig. Die Laubblätter haben einen selten ab 3 meist 6 bis 7 Millimeter langen, dicht daunig behaarten Blattstiel. Die Blattspreite ist lanzettlich oder länglich-lanzettlich bis schmal eiförmig, ab 3 meist 5 bis 6, selten bis 8 Zentimeter lang und 0,6 bis 1,5 manchmal bis 2 Zentimeter breit. Der Blattrand ist ganzrandig oder undeutlich und eng mit Drüsen besetzt, die Blattbasis ist keilförmig-gerundet, das Blattende spitz. Die Blattoberseite ist grün bis dunkelgrün und beinahe kahl, die Unterseite ist dicht weiß und seidig behaart und glänzend. Die Mittelader ist erhöht und es werden mehr als 20 Paare von Seitenadern gebildet.
Die Blütenstände sind zylindrische, 1,5 bis 6 selten bis 15 Zentimeter lange und 4 bis 6 Millimeter durchmessende Kätzchen. Am Blütenstandsstiel werden zwei bis fünf kleine Blätter gebildet. Die Tragblätter sind verkehrt dreieckig bis dreieckig-eiförmig, dicht weiß und daunig behaart, bewimpert und haben eine gestutzte Spitze. Männliche Blüten haben eine adaxiale und eine abaxiale Nektardrüse, die eiförmig bis länglich, etwa halb so lang wie die Tragblätter sind und eine gestutzte oder ausgerandete Spitze haben. Die zwei Staubblätter stehen frei. Die Staubfäden sind etwa doppelt so lang wie die Tragblätter und beinahe vollständig daunig behaart. Die Staubbeutel sind gelb und ellipsoid. Weibliche Blüten haben eine adaxiale, länglich-eiförmige Nektardrüse, die etwa ein Drittel der Länge des Fruchtknotens erreicht. Der Fruchtknoten ist eiförmig, sitzend, etwa 2 Millimeter lang und weiß daunig behaart. Der Griffel ist etwa halb bis ein Drittel so lang wie der Fruchtknoten, vollständig geteilt oder zweilappig. Die Narbe ist zweilappig und kurz. Die Früchte sind dicht flaumig behaarte Kapseln. Salix daliensis blüht mit dem Blattaustrieb im April, die Früchte reifen im Juni.

## Verbreitung und Ökologie
Das natürliche Verbreitungsgebiet liegt im Südwesten der chinesischen Provinz Hubei, im Süden von Sichuan und in Yunnan. Salix daliensis wächst in Tälern, auf Berghängen und in Wäldern in Höhen von 1500 bis 2700 Metern.

## Systematik
Salix daliensis ist eine Art aus der Gattung der Weiden (Salix) in der Familie der Weidengewächse (Salicaceae). Dort wird sie der Sektion Psilostigmatae zugeordnet. Sie wurde erst 1980 von Fang Zhenfu und Zhao Shi Dong im Bulletin of Botanical Laboratory of North-Eastern Forestry Institute wissenschaftlich beschrieben.
Salix daliensis ähnelt Salix wolohoensis, unterscheidet sich von dieser jedoch durch die seidig behaarte und glänzende Blattunterseite und den geteilten Griffel. Von der ebenfalls ähnlichen Salix psilostigma unterscheidet sie sich durch das spitze Blattende, den kurzen Blattstiel, die dünnen Kätzchen, den kürzeren, zweigeteilten Griffel und den kurzen Fruchtknoten.